# حديقة لا أميستاد الدولية

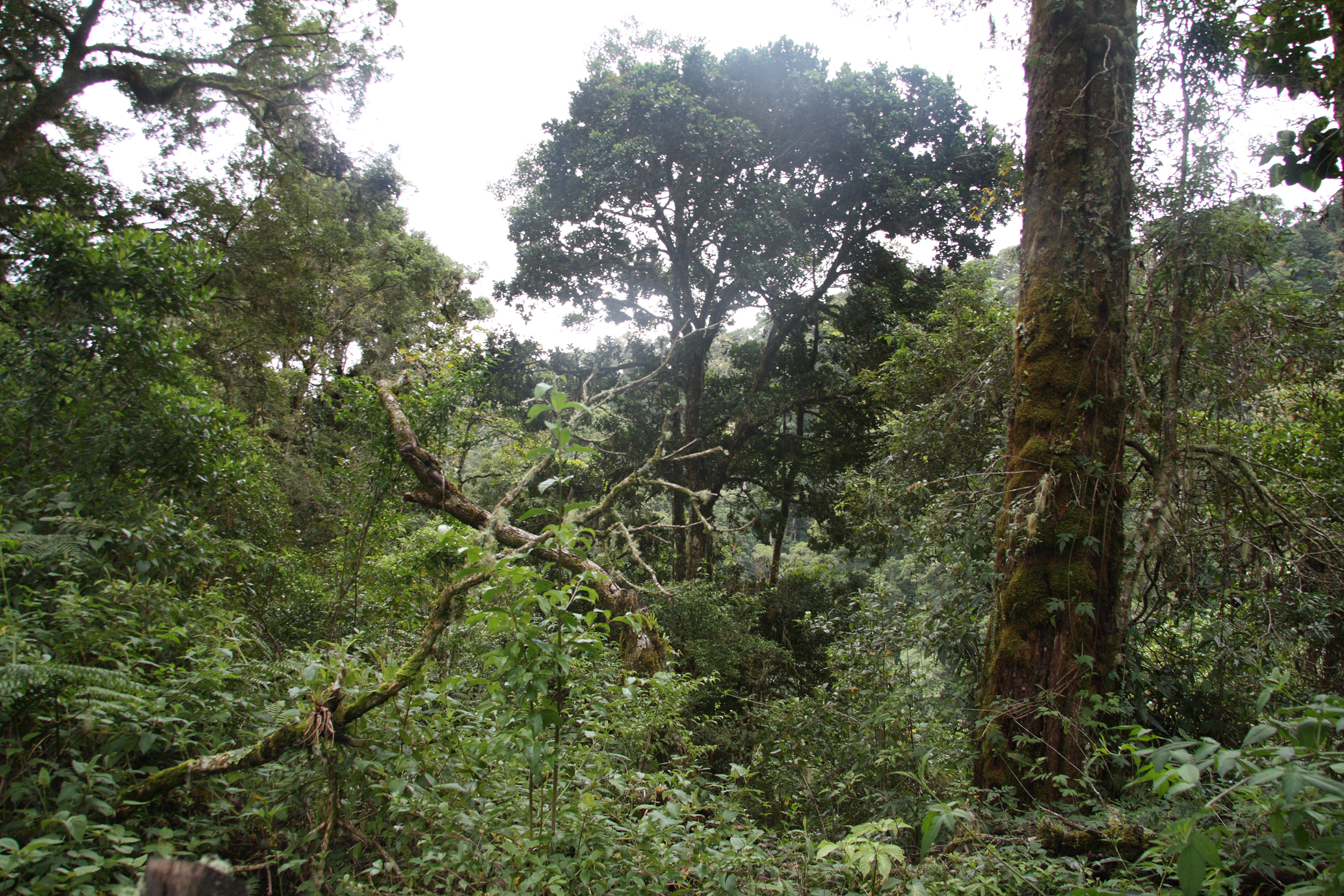
غابة في حديقة لا أميستاد الدولية

حديقة «لا أميستاد» الدولية (La Amistad International Park) أو باللغة الأسبانية Parque Internacional La Amistad، والتي تعرف سابقًا باسم حديقة لا أميستاد الوطنية (La Amistad National Park) هي منطقة كبيرة محمية في أمريكا اللاتينية (Latin America)، حيث تنقسم إدارتها بين كوستاريكا (Costa Rica) لا أميستاد الكاريبية (Caribbean La Amistad) ومنطقة محمية لا أميستاد على المحيط الهادئ) مناطق المحميات (Conservation Areas) وبنما، وفي أعقاب التوصية الصادرة عن اليونيسكو (UNESCO) بعد ضمّ الحديقة في قائمة مواقع التراث العالمي.

## معلومات جغرافية
تنقسم الحديقة بالتساوي بين كوستاريكا وبنما، كجزء من محميات لا أميستاد (La Amistad Reserves) التابعة لسلسة جبال (Cordillera de Talamanca) تالمانكا (Talamanca). تغطي 401.00 من الغابات المدارية وتعتبر أكبر محمية طبيعية في وسط أمريكا وتقدم مع المنطقة الجانبية التي تبلغ 15&nbsp؛ كيلو مترًا موارد كبيرة ذات تنوع حيوي في المنطقة (كالسيوم بنسبة 20% من تنوع هذه الأنواع في المناطق) ومستوى عالمي.
حيث عرفت بموقعها الإستراتيجي خلال الممر البيولوجي بأمريكا الوسطى (Mesoamerican Biological Corridor) فضلاً عن تعيينها كموقع للتراث العالمي من قبل منظمة اليونيسكو. حيث يكسبها موقعها الحدودي أهمية فريدة في تحسين تخطيط المناطق البيولوجية. تتضمن المنطقة الجانبية للحديقة مزارع لإنتاج اللحم البقري والقهوة ومزارع لخدمة أصحاب البلد في كسب قوتهم. ونتيجة لوعورة المنطقة، لم تكتشف المنطقة نسبيًا لذا فإن الرحلات الاستكشافية العلمية الهامة فقط التي تعمقت في الحديقة قادها كل من (Natural History Museum London) و(INBio) وجامعة بنما في السنوات الـ 6&nbsp؛ الأخيرة (2003–2008).
في 2006 موّلت مبادرة داروين (Darwin Initiative) المملكة المتحدة مشروعًا تعاونيًا لمدة ثلاث سنوات يقوده متحف التاريخ الوطني (Natural History Museum)، لندن و(INBio) كوستاريكا وآنام (ANAM) (بنما). كان الهدف منه إنشاء معلومات أساسية للتنوع الحيوي للمنطقة وخريطة لهذا التنوع الحيوي. حيث تتضمن سلسلة من سبعة رحلات استكشافية عالمية متعددة التخصصات لإزالة أجزاء من لا أميستاد (La Amistad) حيث تم تكوين ما يزيد عن 7.500 نبتة و17.000 خنفساء و380 مجموعة خاصة بالزواحف وإيداعها في المجموعات الوطنية لكوستاريكا وبنما. حيث قادت الرحلات الاستكشافية إلى اكتشاف 12 نوع نبات ونوع من الخنافس التي لها روث وخمسة عشر نوعًا من البرمائيات وثلاثة أنواع من الزواحف تعتبر جميعها جديدة بالنسبة للحركة العلمية.

## وصلات خارجية
- UNESCO La Amistad International Park overview (PDF file)
- Web page of Darwin Initiative project on the biodiversity of La Amistad